# Llanos del Caudillo
Llanos del Caudillo este un oraș din Spania, situat în provincia Ciudad Real din comunitatea autonomă Castilia-La Mancha. Are o populație de 667 de locuitori.
1. ↑   https://www.infobae.com/espana/agencias/2024/06/02/un-viaje-por-los-pueblos-de-colonizacion-ninguneados-por-la-historia/ Lipsește sau este vid: |title= (ajutor)